# Oskar Kwiatkowski
Oskar Kwiatkowski (Zakopane, 25 aprile 1999) è uno snowboarder polacco, campione mondiale nello slalom gigante parallelo a Bakuriani 2023.

## Biografia
Originario di Zakopane e attivo in gare FIS dal gennaio 2012, Oskar Kwiatkowski ha debuttato in Coppa del Mondo il 3 dicembre 2013, giungendo 64º nello slalom gigante parallelo di Carezza al Lago. A Scuol, il 10 marzo 2018 ha ottenuto il suo primo podio nel massimo circuito, chiudendo al secondo posto nella gara della stessa disciplina vinta dallo sloveno Tim Mastnak. Il 14 gennaio 2023 ha ottenuto la sua prima vittoria, imponendosi nel gigante parallelo di Scuol. Ai Mondiali di Bakuriani 2023 ha vinto l'oro nello slalom gigante parallelo, sua prima medaglia iridata.
In carriera ha preso parte a due edizioni dei Giochi olimpici invernali e a sei gare ai Campionati mondiali di snowboard.

## Palmarès

### Mondiali
- 1 medaglia:
  - 1 oro (slalom gigante parallelo a Bakuriani 2023)

### Coppa del Mondo
- Miglior piazzamento nella Coppa del Mondo di parallelo: 17° nel 2022
- Miglior piazzamento nella Coppa del Mondo di slalom gigante parallelo: 8° nel 2021
- Miglior piazzamento nella Coppa del Mondo di slalom parallelo: 25° nel 2020
- 7 podi:
  - 2 vittorie
  - 2 secondi posti
  - 3 terzi posti

#### Coppa del Mondo - vittorie
| Data            | Località      | Paese    | Specialità |
| --------------- | ------------- | -------- | ---------- |
| 14 gennaio 2023 | Scuol         | Svizzera | PGS        |
| 27 gennaio 2023 | Blue Mountain | Canada   | PGS        |

Legenda:

PGS = Slalom gigante parallelo

### Universiadi invernali
- 2 medaglie:
  - 1 oro (slalom gigante parallelo a Krasnojarsk 2019)
  - 1 argento (slalom parallelo a Almaty 2017)